# Pinto (Chili)
Pinto is een gemeente in de Chileense provincie Diguillín in de regio Ñuble. Pinto telde 10.827 inwoners in 2017 en heeft een oppervlakte van 1164 km².